# Destylacja azeotropowa
Destylacja azeotropowa – jeden z rodzajów destylacji z użyciem czynnika rozdzielającego, zmieniającego względne lotności pierwotnych składników rozdzielanej mieszaniny. W przypadku destylacji azeotropowej czynnik rozdzielający tworzy ze składnikiem lub składnikami rozdzielanej mieszaniny taki azeotrop, że staje się możliwe rozdzielenie związków bliskowrzących lub tworzących inne azeotropy. Jest korzystne, jeżeli w powstających układach azeotropowych występuje obszar ograniczonej mieszalności cieczy, co ułatwia rozdzielanie. Do grupy  procesów destylacji z użyciem czynnika rozdzielającego należy również destylacja ekstrakcyjna i destylacja zeotropowa.

## Destylacja azeotropowa w laboratorium

Destylacja w kolbach z nasadkami azeotropowymi
dla czynnika rozdzielającego (żółty) lżejszego i cięższego od wody (niebieski)

Destylacja azeotropowa jest stosowana w preparatyce organicznej w celu usuwania ze środowiska reakcji chemicznej części reagentów, np. produktów, których obecność hamuje reakcję, w celu oczyszczania produktów syntez lub oznaczania ich czystości (np. wilgotności). 
Przykłady
- oznaczanie zawartości wody metodą Deana-Starka
- osuszanie kwasu n-walerianowego, izowalerianowego, n-kapronowego i innych przez destylację z dodatkiem ok. 40% benzenu w stosunku do masy preparatu (odrzucany jest przedgon wrzący poniżej 100 °C)[5]
- osuszanie fruktozy metodą destylacji w układzie fruktoza-etanol-benzen: etap 1 – rozpuszczenie fruktozy w gorącym alkoholu i dodanie benzenu, etap 2 – destylacja azeotropu potrójnego benzen–etanol–woda (64 °C), etap 3 – destylacja azeotropu benzen–etanol (69,3 °C), etap 4 – krystalizacja cukru z bezwodnego alkoholu[5]
- azeotropowa estryfikacja, np. reakcja alkoholu etylowego z kwasem szczawiowym, maleinowym lub benzoesowym w obecności takich czynników azeotropujących, jak chloroform lub czterochlorek węgla[6]

## Destylacja azeotropowa w przemyśle
Rozdzielanie mieszanin metodą destylacji azeotropowej może być prowadzone w sposób ciągły, w zestawach kolumn rektyfikacyjnych, skraplaczy i rozdzielaczy dwufazowych kondensatów. 
Stosunkowo prosty przykład dotyczy zastosowania układu dwóch kolumn rektyfikacyjnych do rozdzielania związków A i B, które tworzą azeotrop dodatni, a ponadto charakteryzują się ograniczoną mieszalnością w temperaturach niższych od temperatury wrzenia azeotropu. Surówka A+B może być rozdzielana w kolumnie 1 na czysty składnik A (pierwsza  ciecz wyczerpana) oraz pary o składzie zbliżonym do składu azeotropu AB. Są one kierowane do skraplacza, w którym kondensują z utworzeniem dwóch faz ciekłych. Faza, w której zawartość składnika A jest większa niż w parach z kolumny 1, jest zawracana do tej kolumny w celu odzyskania A. Faza druga zawiera mniej składnika A niż azeotrop. Może być rozdzielona w kolumnie 2 na czysty składnik B (druga ciecz wyczerpana) oraz pary o składzie zbliżonym do składu azeotropu AB.

Rozdzielanie azeotropu dodatniego z wykorzystaniem ograniczonej mieszalności składników w fazie ciekłej
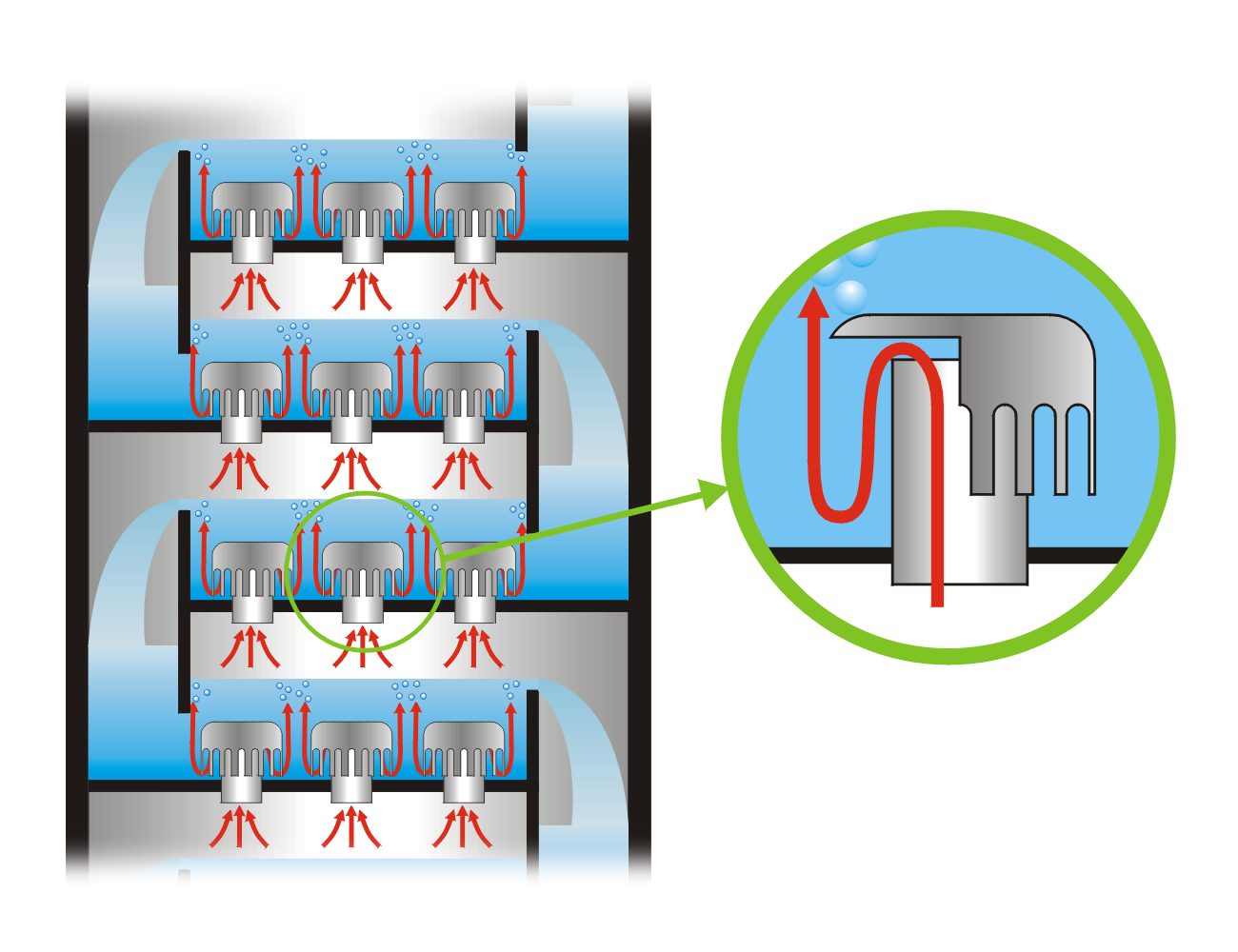
Konstrukcja półek kolumny rektyfikacyjnej (przykład)

Schemat odwadniania etanolu metodą destylacji azeotropowej z użyciem benzenu, jako czynnika rozdzielającego
E – etanol, B – benzen, W – woda

Najlepiej znanym przykładem przemysłowej destylacji azeotropowej jest proces odwadniania azeotropu etanol–woda (95,57% C2H5OH) z użyciem benzenu jako czynnika rozdzielającego. Proces jest prowadzony w zestawie trzech kolumn rektyfikacyjnych. 
 
W kolumnie 1 jest oddestylowywany  trójskładnikowy azeotrop: etanol (18,5%) – woda (8,5%) – benzen (74%). Cieczą wyczerpaną jest bezwodny etanol (produkt). Po kondensacji par azeotropu potrójnego powstają dwie fazy:  benzenowo–wodna (84,5% benzenu) i etanolowo–wodna (53% etanolu), zawierająca niewielką ilość benzenu. Roztwór benzenowy zawraca się do kolumny 1, a wodno–etanolowy kieruje się do kolumny 2, w której jest odpędzany benzen (jako azeotrop potrójny). Ciecz wyczerpaną z kolumny 2 – wodny roztwór etanolu – poddaje się destylacji w kolumnie 3, w której odzyskuje się etanol w formie podwójnego azeotropu z wodą, zawracanego do kolumny 1. Cieczą wyczerpaną jest woda.